# Chung Vĩ Cường
Chung Wai Keung (tiếng Trung: 鍾偉強; sinh ngày 21 tháng 10 năm 1995 ở Hồng Kông) là một cầu thủ bóng đá Hồng Kông thi đấu ở vị trí tiền đạo cho câu lạc bộ tại Giải bóng đá ngoại hạng Hồng Kông Hong Kong Pegasus.

## Sự nghiệp câu lạc bộ
Chung gia nhập Sun Source khi mới 15 tuổi. Năm 2015, Chung gia nhập câu lạc bộ tại Giải bóng đá ngoại hạng Hồng Kông Dreams Metro Gallery. Ngày 30 tháng 1 năm 2016, Chung ghi bàn thắng đầu tiên trong sự nghiệp trước Hong Kong Pegasus, với chiến thắng 3:0.
Ngày 12 tháng 7 năm 2016, Chung được giới thiệu với tư cách cầu thủ Hong Kong Pegasus trong giai đoạn tập luyện trước mùa giải của câu lạc bộ.

## Sự nghiệp quốc tế
Năm 2015, Chung đại diện cho U-23 Hồng Kông khi chỉ mới 19 tuổi.